# Ise-Ise
Ise-Ise is een bestuurslaag in het regentschap Aceh Tengah van de provincie Atjeh, Indonesië. Ise-Ise telt 144 inwoners (volkstelling 2010).